# Wincenty Hoser
Wincenty Hoser (ur. 18 października 1831 w Svojku pod Czeską Lipą w Czechach, zm. 13 stycznia 1907 w Warszawie) – warszawski ogrodnik i hodowca roślin sadowniczych, współzałożyciel i współwłaściciel Zakładu Ogrodniczego Braci Hoser w Warszawie. Współwydawca (wraz z bratem Piotrem I Hoserem) „Katalogu roślin hodowlanych”.   

## Życiorys
Urodził się w Svojku w rodzinie o niemieckich korzeniach jako syn Jana Krzysztofa Hosera i Elżbiety z domu Heime. Ogrodnictwa uczył się początkowo w ogrodach hr. Kińskych w Bürgstein, a następnie praktykował w Schönbrunnie pod Wiedniem. W 1849 roku przeniósł się do Królestwa Polskiego i osiadł na stałe w Warszawie. Wspólnie z braćmi Piotrem (1818–1904) i Pawłem (1825–1881) założył przedsiębiorstwo ogrodnicze znane pod nazwą Zakład Ogrodniczy Braci Hoser, był jego współwłaścicielem i kierownikiem szkółek drzew owocowych. Zakład ogrodniczy szybko powiększał się, dokupowano nowe place, a działalność ogrodnicza stawała się coraz bardziej wszechstronna. Wincenty będąc znawcą i hodowcą roślin, upowszechnił na terenie Polski szereg odmian drzew owocowych, szczególnie nadających się do hodowli w warunkach krajowych. Bracia Hoserowie byli potentatami – w drugiej połowie XIX wieku ich firma była jedną z największych firm ogrodniczych w Królestwie Polskim. Ich przedsiębiorstwo zajmowało znaczną część terenów wzdłuż alej Jerozolimskich, przy ul. Młynarskiej, na Rakowcu i w Żbikowie. Wincenty wraz z braćmi wybudował kamienicę na części dawnych ogrodów Hoserów w Alejach Jerozolimskich 51 w Warszawie. Wincenty wraz z bratem Piotrem wydał trzykrotnie (w latach 1854, 1859, 1862) „Katalog Roślin Hodowlanych”, jako jedno z pierwszych wydawnictw tego typu w Polsce. W latach 1884–1903 pełnił funkcję przewodniczącego Sekcji Owocowej, a później Połączonych Komisji Warzywnictwa, Owocarstwa i Kwiaciarstwa w Towarzystwie Ogrodniczym Warszawskim (T.O.W.). Prowadził ożywioną działalność w organizowaniu wystaw i pokazów sezonowych, wycieczek specjalistów do różnych sadów w celu wymiany doświadczeń, zjazdów rzeczoznawców, w sprawach sadownictwa. W latach 1890–1904 opublikował w czasopiśmie „Ogrodnik Polski” szereg artykułów na temat hodowli drzew owocowych (głównie jabłoni i grusz), a także sprawozdań z wycieczek Komisji Owocowej T.O.W. Od roku 1885 do 1907 był współautorem sprawozdań z działalności kierowanej przez siebie sekcji T.O.W., drukowanych na łamach „Rocznika Towarzystwa Ogrodniczego Warszawskiego”.
Zmarł w Warszawie. Został pochowany na cmentarzu ewangelicko-reformowanym w Warszawie przy ul. Żytniej: sektor I rząd 6 grób 1. Polski Słownik Biograficzny podaje inną datę roczną jego urodzin: 1830.

## Życie prywatne
Żoną Wincentego Hosera była Margaret z domu Garvie, ewangeliczka reformowana (ur. 20 maja 1842 w Żyrardowie, zm. 2 kwietnia 1896) pochodząca z burżuazji polskiej o szkockich korzeniach, związanej z Zakładami Żyrardowskimi. Na nagrobku Małgorzaty widnieje inna data roczna jej urodzin: 1843.  
Dziećmi Wincentego i Margaret były: Emma Julia zamężna Szwander (ur. 22 stycznia 1877, zm. 25 listopada 1961 w Belfaście), Jerzy (ur. 29 czerwca 1870, zm. 1939) i Artur Tomasz (ur. 1873, zm. 19 kwietnia 1953). Wszyscy troje są pochowani w rodzinnym grobowcu koło ojca na cmentarzu ewangelicko-reformowanym w Warszawie przy ul. Żytniej: sektor I rząd 6 grób 1. Na tablicy nagrobnej widnieje inna data roczna urodzenia Emmy Julii: 1876.